# 핫클립
핫클립(Hotclip)은 래퍼 빈지노와 비트박스 DG가 결성한 대한민국의 힙합 그룹이다. 2010년 6월 4일 첫 믹스테이프 Hot Clip Mixtape Vol.1을 무료 배포하며 데뷔하였다. 슈프림팀의 멤버 사이먼 도미닉의 제안으로 퍼포먼스 팀을 결성했던 핫클립은 나중에는 정식 그룹을 결성하기에 이른다.

## 음반
- 2010년 6월 4일 믹스테이프 Hotclip Mixtape Vol.1

## 참여곡
- 에픽하이 - [e] - "Rocksteady (Korean ver.)"
- Dok2 - Thunderground Mixtape Vol.2 - 〈진지3〉
- 블루 브랜드 - Blue Brand Trauma Part.2 - "Due"